# Hiroshi Tada
Hiroshi Tada (多田 宏; 14. prosinca 1929.), japanski majstor borilačkih vještina. Izravni je učenik Moriheija Ueshibe. Nositelj je 9. Dana u aikidu.

## Životopis
Hiroshi Tada je rođen u Tokiju, u obitelji samuraja. U obitelji je prvo proučavao obiteljski stil streličarstva (Heki-Ryū Chikurin-ha Ban-pa) pod nadzorom svoga oca u obiteljskoj kući u Jiyūgaoka. Nakon toga, postao član karate kluba Sveučilišta Waseda, a potom je u ožujku 1950. počeo vježbati aikido u Hombu dojou kod osnivača ove vještine Moriheija Ueshibe. Godine 1964. na prijedlog Moriheija Ueshibe se preselio u Rim, kako bi na europskom kontinentu promicao aikido, a 1967. godine je osnovao Talijanski centar dođoa (L'associazione - Aikikai d'Italia). Vratio se u Japan 1971. i nastavio predavati aikido u Hombu dojou, gdje i danas predaje.
Inače, prije odlaska u Europu Hiroshi Tada je proučavao vježbe disanja, jogu i misogi kod Tempua Nakamure, koji je bio japanski majstor borilačkih vještina i osnivač Shinshin-Toitsu-Doa.Kako bi dopunio vježbanje aikida, Hiroshi Tada je razvio sustav vježbi disanja i meditacija koji se nazivaju Ki no renma (気の錬).

## Vanjske povezice
- Hiroshi Tada